# 貝格魯恩博物館

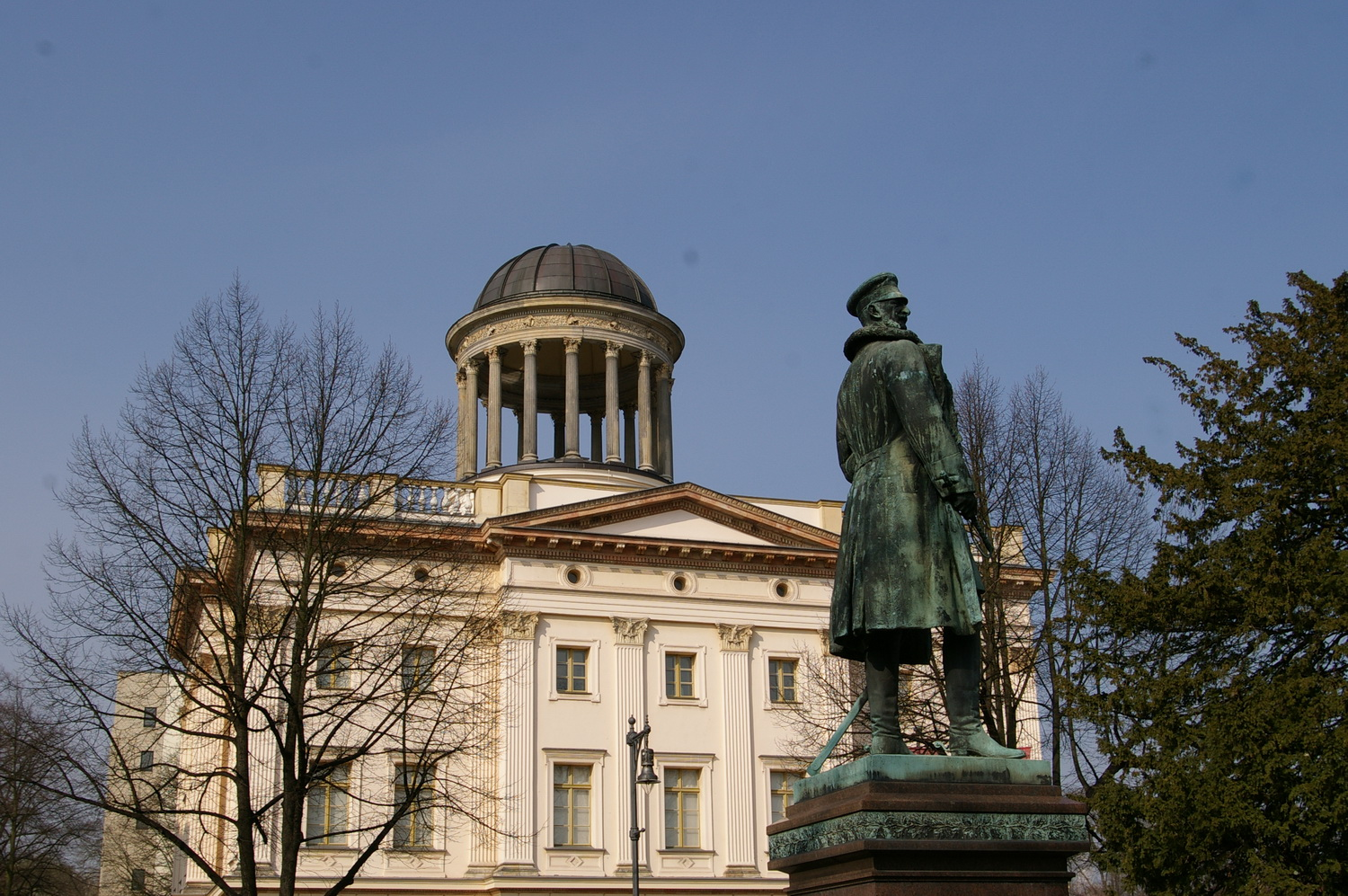

貝格魯恩博物館（德語：Berggruen Museum）是位於德國首都柏林的一座博物館，主要收藏現代藝術的藝術品。貝格魯恩博物館是國家美術館的一部分。

## 外部連結
- Home page on the Berlin State Museums website （英文）

52°31′09″N 13°17′43″E / 52.51917°N 13.29528°E